# HongYing-5

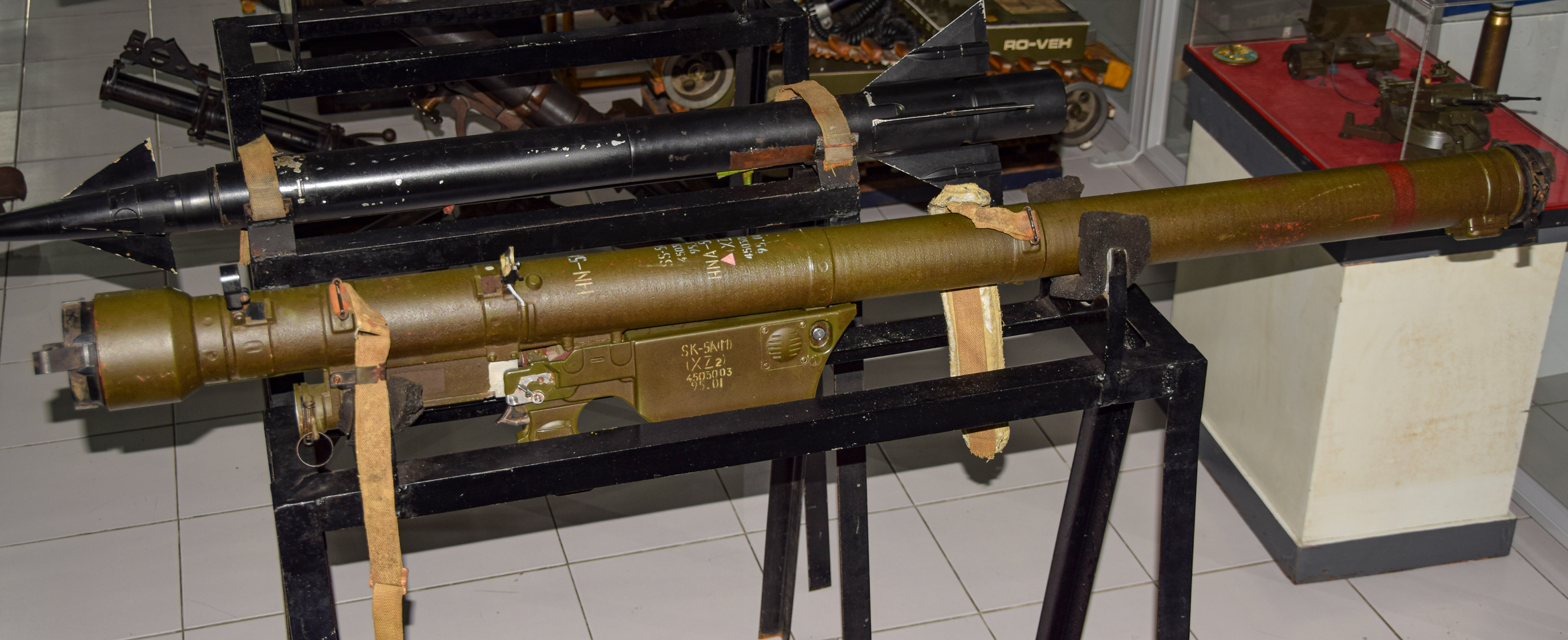
Thailändische HN-5A(M)

Die HongYing-5 (kurz: HY-5, Exportbezeichnung HN-5, chinesisch 红缨-5 / 红缨-5, Pinyin Hóng Yīng-5, auf Deutsch: Rote Tasselblume -5)  ist ein chinesisches, schultergestütztes Kurzstrecken-Boden-Luft-Lenkwaffensystem. Es dient zur Bekämpfung von Hubschraubern und Kampfflugzeugen in niedriger Flughöhe. 

## Entwicklung
Die HongYing-5 ist Chinas MANPADS der ersten Generation und geht ursprünglich auf die sowjetische 9K32 Strela-2 (NATO-Codename: SA-7A Grail) zurück, die 1968 eingeführt wurde. Während des Vietnamkrieges erhielten die nordvietnamesischen Streitkräfte mehrere Strela-2-MANPADS von der Sowjetunion. Um den Bedarf an weiteren tragbaren Flugabwehrsystemen zu decken, übergaben die Nordvietnamesen mindestens ein Exemplar an die VR China mit der Bitte um Reverse Engineering und anschließender Massenproduktion. Im Zuge dessen produzierte CPMIEC die Versionen HN-5A, HN-5B, HN-5C und HQ-5C. Die HongYing-5-Serie gilt mittlerweile als überholt und wird derzeit durch die leistungsfähigere QW-Serie substituiert.

## Funktionsweise
Das System besteht aus der Flugabwehrrakete, einem Startrohr inklusive Visier und einem Griffstück mit integrierter Elektronik. Die Rakete ist innerhalb fünf Sekunden feuerbereit: Nach dem Einschalten der Stromversorgung verfolgt der Schütze das Ziel mit dem optischen Sucher und betätigt den Abzug am Griff. Damit wird der Suchkopf aktiviert und die Elektronik versucht, auf das Luftziel aufzuschalten. Der Schütze muss nun weiterhin das Ziel verfolgen, bis die Rakete zündet und das Startrohr verlässt. Außerdem kann ein IFF-Empfänger am Helm des Schützen montiert werden, um Eigenbeschuss vorzubeugen.
Beim Start brennt der Booster-Motor im Startrohr komplett ab und beschleunigt die Flugabwehrrakete und versetzt sie in Rotation, um eine stabile Flugbahn zu generieren. Nach dem Verlassen des Rohres klappen die vorderen und hinteren Leitflächen aus.
Nach einem Sekundenbruchteil zündet der Raketenmotor, der den Flugkörper auf maximal 500 m/s beschleunigt und dann auf dieser Geschwindigkeit hält. Während der Flugphase wird der Sprengkopf scharfgeschaltet, die Zielverfolgung erfolgt mithilfe des Infrarot-Suchkopfes.
Der Sprengkopf zündet beim Aufschlag auf das Ziel, kann allerdings Flugzeuge nicht im Ganzen zerstören, sondern ernsthafte Schäden an der Flugzeugzelle etc. verursachen. Die HongYing-5 ist nur bei klaren Witterungsbedingungen voll einsatzbereit. Erste Varianten der HN-5 konnten bereits Strahlflugzeuge von hinten oder Hubschrauber von allen Seiten wirkungsvoll angreifen. Obwohl die HongYing-5 als Fire-and-Forget-Waffe klassifiziert wird, lässt sie sich leicht durch Sonnenstrahlung und bei Einsätzen in hügeligem Gelände durch Wärmeabstrahlung vom Boden ablenken, wie einige Testergebnisse zeigten. Die Rakete ist in Reichweite, Geschwindigkeit und Höhe begrenzt, kann aber feindliche Piloten zwingen, in größere Höhen auszuweichen, was eine Erfassung langreichweitigerer und schwerer Flugabwehrraketensysteme zur Folge haben kann.

## Nutzer
- Albanien[4]
- Kambodscha[1]
- Volksrepublik China[2]
- Kolumbien
- Ecuador[5]
- Nordkorea[2]
- Pakistan: Entwicklung der heimischen Version Anza Mk.1 aus der HY-5.[6][2]
- Philippinen[1]
- Thailand[1]
- Vietnam[1]

## Technische Daten
| System                      | HongYing-5                                        |
| --------------------------- | ------------------------------------------------- |
| Einführungsjahr             | Späte 1970er-Jahre                                |
| Länge des Systems           | 1,508 m                                           |
| Gewicht des Systems         | 15 kg                                             |
| Länge der Rakete            | 1,423 m (HN-5); 1,463 m (HN-5A)                   |
| Rumpfdurchmesser der Rakete | 0,072 m                                           |
| Gewicht der Rakete          | 9,8 kg                                            |
| Antrieb                     | einstufig, Feststoff                              |
| Sprengkopf                  | 0,5 kg (HN-5); 0,6 kg (HN-5A)                     |
| Zünder                      | Aufschlagzünder                                   |
| Fluggeschwindigkeit         | max. 500 m/s                                      |
| Einsatzreichweite           | 500 m bis 4,2 km (HN-5); 800 m bis 4,4 km (HN-5A) |
| Einsatzhöhe                 | 50 m bis 2,3 km (HN-5); 50 m bis 2,5 km (HN-5A)   |
| Lenksystem                  | passiv IR                                         |